# Papouasie (province indonésienne)
Pour les articles homonymes, voir Papouasie.
La Papouasie (en indonésien : Papua) est une province indonésienne située en Nouvelle-Guinée occidentale. Elle s'étend sur 81 049 km2 et sa capitale est Jayapura.
Elle partage son nom avec quatre autres provinces indonésiennes et avec l'État de Papouasie-Nouvelle-Guinée, situé dans la partie orientale de la Nouvelle-Guinée.
Tour à tour nommée Nouvelle-Guinée néerlandaise, Irian Barat (de 1969 à 1973), puis Irian Jaya (de 1973 à 2002), cette province d'Indonésie occupe la partie occidentale de la Nouvelle-Guinée jusqu'à ce que la province de Papua Barat à l'extrême ouest en soit détachée, en 2003. Bien avant l'arrivée des Européens, les régions côtières de Nouvelle-Guinée et surtout les îles se trouvaient dans le giron du sultanat de Ternate. Elles étaient en partie peuplées de Papous, ce dont les Hollandais tirèrent argument pour inclure la Nouvelle-Guinée occidentale dans les Indes néerlandaises. Toutefois, lorsqu'ils reconnurent en 1949 l'indépendance de l'Indonésie, les Pays-Bas conservèrent ce territoire. L'intervention successive de l'ONU permit en 1963, après l'accord de New York et la mise en place de l'UNTEA, son transfert à l'Indonésie, officiellement confirmé en 1969 par un « acte de libre choix ». Le Congrès papou, qui conteste ce transfert, a proclamé l'indépendance en juin 2000 : il s'ensuit depuis 1963 une guérilla faiblement armée, mais durement réprimée qui se poursuit encore, et qui a été ravivée en 2001.

## Étymologie
Le nom de l'île de Papouasie vient de Papua, lui-même dérivé du mot Papo-Ua, nom donné par le sultanat de Tidore aux terres profondes de l'île et qui signifie « Terre ni unie, ni unifiée ». En effet, aucun roi ne règne sur l'île à cette époque, contrairement au reste de l'archipel des Moluques. Le mot Papo signifie littéralement « à unir » et Ua signifie « non unie », ce qui peut être rapproché du fait que le territoire a été à la fois « uni à Tidore » et « unifié en partie par Tidore ». De plus, le territoire de l'actuelle province de Papouasie occidentale était vassal du sultanat de Ternate au sein du groupe de l'Uli Siwa, contrairement au sultanat de Tidore, qui était suzerain du groupe de l'Uli Lima,.
Ainsi, les Tidorais ont commencé à utiliser le terme Papua pour désigner la population et le territoire des terres profondes de l'île.
Dans les dialectes de Ternate, l'expression « Papa-Ua » signifie « pas de père » ou « orphelin », qu'on peut ainsi rapprocher du fait qu'il n'existait aucun roi ou sultan régnant sur l'île.

## Histoire
Le sultanat de Ternate et celui de Tidore ont contrôlé et maintenu une sphère d'influence sur certaines parties de l'ouest de la Nouvelle-Guinée, tout au long de leur histoire. En 1660, un accord est trouvé entre le sultanat de Tidore et le sultanat de Ternate pour le partage de l'île de Papouasie. Cet accord, conclu sous la supervision du gouvernement des Indes orientales néerlandaises, aboutit à la reconnaissance de la possession de l'île de Papouasie dans son entièreté par le sultanat de Tidore. Un récit hollandais contemporain indique que les musulmans de Céram avaient l'habitude de se marier avec des femmes de tribus papoues de Papouasie occidentale, et d'instruire les enfants de ces unions dans la religion musulmane . Ce même récit rapporte que les musulmans de Céram contrôlaient le commerce et les villes portuaires de la Papouasie occidentale.

### La Papouasie comme «fin de l'Océan»
Vers la fin de l'an 500, les marchands indiens et chinois connaissent l’existence de l'île de Papouasie : en atteste le journal d'un commerçant chinois du Ve siècle, expliquant avoir obtenu des épices en provenance de Tungki, nom repris par la suite par les commerçants chinois pour parler de la Papouasie.
À partir du VIIe siècle, de nombreux commerçants musulmans venus notamment de Perse et du Gujarat ont commencé à arriver en Papouasie, qu'ils appelaient « la fin de l'océan » (Dwi Panta ou Samudrananta). Selon les traditions orales du peuple Biak de l'île de Papouasie, il existait autrefois (sans doute à partir du XVe siècle), des relations et de nombreux mariages royaux entre les chefs tribaux de Biak et les héritiers royaux du sultanat de Tidore.

### L'arrivée des Portugais au sultanat de Ternate
Entre 1500 et 1521, le sultanat de Ternate avait à sa tête le sultan Bayanul'Allah, connu pour avoir entre autres propagé l'islam dans tout son royaume, et jusqu'à des territoires hors même de son contrôle. Ce dernier habitua son peuple aux nouvelles techniques de construction navale et aux nouvelles stratégies militaires inspirées de divers contacts, notamment avec les Arabes et les Turcs, afin de renforcer les troupes de son sultanat,.
En 1512, le Portugais Antonio de Abreu, parti de Malacca, à la tête d'une expédition dont l'objectif était les îles Banda, fait naufrage dans l'île d'Ambon. Il embarque sur un bateau local et atteint Ternate, où il part à la rencontre du sultan. Il découvre rapidement que l'île est à l'origine des clous de girofles tant prisés des marchands européens. Il obtient l'approbation du sultan, qui autorise le Portugal à établir un comptoir commercial à Ternate. L'expédition portugaise avait pour but de mettre la main sur le commerce des épices de Maluku, et affichait l'intention en fin de compte de prendre rapidement le contrôle de Ternate.
En 1521, le sultan Bayanul'Allah meurt alors que ses héritiers sont encore très jeunes : son fils Hidayatullah n'a alors que six ans. Celui-ci est tout de même couronné comme nouveau sultan de Ternate : sa mère, l'impératrice Nukila, et son oncle, le prince Taruwe, prennent alors les décisions importantes. En 1526, le père de l'impératrice Nukila, le sultan Almansur de Tidore, meurt, laissant par conséquent le trône de Tidore vacant. Le seul héritier ayant droit à ce titre est son petit-fils, à savoir le sultan de Ternate Hidayatullah.
Néanmoins, l'unification de Ternate et de Tidore complique la tentative des Portugais de conquérir l'archipel de Maluku, qui était au XVIe siècle l'unique source d'approvisionnement mondial en clous de girofle. Le gouverneur portugais persuade donc en secret le prince Taruwese de s'opposer à la proposition tout en lui promettant de soutenir ses demandes concernant le trône de Ternate. Finalement, le prince Amiruddin est nommé sultan de Tidore en 1526 ; et en 1528, le sultan Hidayatullah est officiellement couronné sultan de Ternate,. Un an plus tard, les Portugais et le prince Taruwese effectuent un coup d'État contre le sultan Hidayatullah qui réussit, néanmoins, à fuir à Tidore chez son oncle, le sultan Amiruddin. Après avoir appris que Hidayatullah a obtenu l'asile à Tidore, Taruwese demande à Amiruddin de le lui livrer, ce que refuse Amiruddin. Une force conjointe ternato-portugaise envahit alors Tidore, mais Hidayatullah réussit encore à fuir à Jailoloa.
Les événements provoquent rapidement l’inquiétude de la population de Ternate. Le prince Taruwese entre rapidement en querelle avec le gouverneur portugais De Menezez, accusé par Taruwese d'ingérence dans les affaires internes du royaume. Tous ces événements conduisent en fin de compte à la mort de Taruwese, lors d'une révolte soutenue par les Portugais, le 31 octobre 1529. Le frère cadet du défunt Hidayatulla, Abu Hayat II, second fils du sultan Bayanul'Allah, est alors intronisé par le conseil royal de Ternate. Le nouveau sultan, ne cachant pas son hostilité, est rapidement accusé par les Portugais d'avoir soutenu une rébellion qui avait conduit à la mort de leur gouverneur. Il est alors arrêté et mis en prison ; puis il est libéré en 1532 par le nouveau gouverneur portugais Vicente de Fonseca, qui le remet sur le trône ; enfin il est forcé à l'exil à Malacca, où il meurt un an plus tard, dans des circonstances peu claires.
Par la suite, le gouverneur du Portugal réussit à persuader le conseil royal de Ternate de nommer le jeune prince Tabariji comme nouveau sultan. En parallèle de cela, Vicente de Fonceca est remplacé par Tristiao de Ataide en tant que gouverneur, celui-ci étant connu à l'époque pour sa cruauté et plusieurs massacres, dont il était à l'origine. Vicente de Fonceca exile le sultan Tabariji à Goa pour le remplacer par son jeune demi-frère Khairun Jamil, tout de suite considéré comme manipulable par le gouverneur portugais.
Dans son exil à Goa, Tabariji rencontre le Portugais Jordao de Freitas, futur commandant de la forteresse de Ternate. Celui-ci force Tabariji à signer un accord visant à faire de Ternate un royaume chrétien vassal du Portugal, tout en abandonnant la plupart des provinces du sultanat au profit du royaume portugais. De plus, Vicente de Fonceca a aussi déclaré qu'à l'arrivée de Tabariji « le feu et le Saint-Esprit seront entièrement enflammés », et que tous les habitants des Moluques devraient se convertir au christianisme. L'accord arrive rapidement aux oreilles du nouveau sultan Khairun Jamil, qui le rejette. Le prince Tabariji meurt en route vers le sultanat, épargnant ainsi Ternate d'une nouvelle guerre civile.

### L'arrivée de l'aide ottomane aux divers sultanats des quatre piliers
Averti des machinations et conspirations portugaises après son voyage à Goa en 1546, le sultan Khairun Jamil, conscient de la position de force des Portugais dans l'océan indien, ne peut pourtant pour l'instant rompre brutalement ses relations avec eux. Il cherche donc un moyen de libérer son royaume de l'emprise portugaise. Cet objectif passe notamment par la recherche active d'un soutien extérieur et, par l'intermédiaire du sultanat d'Aceh, le sultanat de Ternat établit des relations avec l'Empire ottoman qui lui fournit armes, canons et intellectuels. Les Ottomans avaient déjà conclu des alliances informelles avec divers sultanats locaux, notamment le sultanat d'Aceh en 1530 ; ainsi, l'amiral portugais Fernão Mendes Pinto rapporte que la flotte ottomane arrivée à Aceh, pour aider les sultanats de Batak, était composée de 300 janissaires ottomans, de nombreux soldats swahilis, somaliens, de Sindis et de Gujaratis, et d'environ 200 marins de Janjira. De plus, Khairun aspire à faire de l'archipel de Maluku une véritable force capable de rivaliser avec les Portugais ; pour cela il noue des relations avec le sultanat de Jailolo, et se marie avec la fille du sultan de Tidore, pour réunir sous ses ordres les deux sultanats.
En 1546, le missionnaire François Xavier accoste à Ternate et demande l'autorisation d'évangéliser les habitants du sultanat. Le sultan autorise les activités missionnaires, à la condition que celles-ci ne soient destinées qu'aux habitants qui adhèrent encore à l'animisme, et qu'aucune action ne vise les musulmans du royaume. Pourtant, rapidement, François Xavier ne respecte pas la parole donnée. Ce d'autant plus que les Portugais utilisent les activités missionnaires pour tenter de faire chuter le sultanat de Ternate, en se créant de nombreux alliés chrétiens et vassaux des Portugais. Le gouverneur portugais écrit alors au Roi de Goa: « Avec l'aide des chrétiens moro[Quoi ?], je peux enfin rêver de faire de Maluku un nouveau vassal portugais. J'ai vu avec les yeux de mon cœur qu'il n'est pas difficile de faire ce que j'ai décrit ci-dessus sans dépenser un centime du royaume. »
Ce comportement provoque la colère du sultan Khairun Jamil, qui finalement déclare la guerre aux Portugais : il commence par maîtriser un à un les rebelles de son royaume, et interdit toute mission jésuite dans son royaume. Par la suite, le sultan envoie un certain nombre de navires aider les sultanats alliés de Demak et d'Aceh pour prendre d'assaut les Portugais à Malacca, le temps que la forteresse portugaise de Ternate puisse être assiégée en parallèle. En 1558, alors que le fort portugais de Ternate est assiégé, le sultan Khairun nomme son fils, le prince Laulata, gouverneur d’Ambon. Celui-ci est chargé de frapper la position portugaise dans le sud de Maluku et d'en profiter pour étendre le sultanat à de nouvelles régions. Finalement, le vice-roi portugais à Goa envoie une flotte importante à Ambon pour repousser les troupes du sultanat de Ternate. Les soldats portugais résistent un certain temps avant que le sultan Khairun ne se porte lui-même avec son armée à Ambon. Pris en étau, le gouverneur portugais demande l’ouverture de négociations de paix. Le sultan Khairun, devenu le premier roi autochtone des Moluques victorieux contre les envahisseurs portugais, accueille de bonne foi ces négociations. Tous les privilèges portugais concernant le monopole du commerce des épices sont supprimés, mais les Portugais sont toujours autorisés à commercer et à concurrencer librement les commerçants de l'archipel ou étrangers.
Le sultan Khairun, connu pour être un dirigeant tolérant et juste, autorise le retour des centres d'activités missionnaires chrétiens et la construction d'églises à Maluku. Ainsi, en quelques années, sous Khairun Jamil, le sultanat de Ternate devient l'un des trois sultanats les plus puissants du monde malais, et un centre islamique majeur aux côtés des sultanats d'Aceh et de Demak.

### Nouvelle tentative portugaise et expulsion définitive des Portugais de Ternate
Rapidement, les Portugais décident de revenir à la charge. Le gouverneur portugais reconstruit en 1569 la forteresse d'Ambon et réunit ses forces en vue d'annexer définitivement le sultanat de Ternat. Voulant éviter de subir un sort similaire à celui de Malacca, le sultan Khairun Jamil forme une coalition avec notamment les sultanats des quatre piliers, le sultanat d'Aceh et le sultanat de Demak, pour endiguer la menace portugaise dans l'archipel.
En parallèle, le gouverneur du Portugal, Diego Lopez de Mesquita, invite le sultan Khairun à visiter sa forteresse pour le rassurer sur les intentions portugaises et renouveler les accords de paix. Le sultan Khairun donne suite à l'invitation et ne part alors accompagné que d'un nombre restreint de gardes. L'invitation se révèle être un piège et le sultan est tué avec ses gardes de « façon cruelle et sauvage », comme le rapporte la tradition, avant que son corps ne soit jeté à la mer.
Avec la perte du sultan, le gouverneur portugais espérait décourager la population et les armées malaises. Mais l’assassinat du sultan, alors sous immunité diplomatique, qui plus est lors de la fête célébrant le renouvellement de l'accord de paix, est perçu par le peuple comme injuste, et représente pour les habitants une raison supplémentaire de chasser le Portugal des terres du sultanat de Ternate.
Le fils du sultan Khairun Jamil, le prince Baabul'Allah, est nommé nouveau sultan de Ternate et dans son discours de couronnement, il jure tout à la fois de venger la mort de son père et de se battre jusqu'à ce que les Portugais quittent son pays, de défendre la religion de l'islam, de faire de Ternate un grand et puissant empire militaire, et d’œuvrer pour l'unité avec tous les royaumes voisins,. Le nouveau sultan s'avère être à la hauteur de ses prétentions et, après cinq ans de guerre, le Portugal quitte définitivement Maluku, en 1575. Les succès du peuple ternat sous le sultan Baabul'Allah sont la première grande victoire indigène de l'archipel sur les puissances occidentales,.

### Apogée du sultanat de Ternate et relation avec l'île de Papouasie
C'est sous la direction du sultan Baabul'Allah que le sultanat de Ternate atteint son apogée : il s'étend du nord et du centre de Sulawesi à l'ouest jusqu'aux îles Marshall à l'est, et du sud des sultanats de Sullu (actuelles Philippines) au nord aux îles Nusa Tenggara au sud.

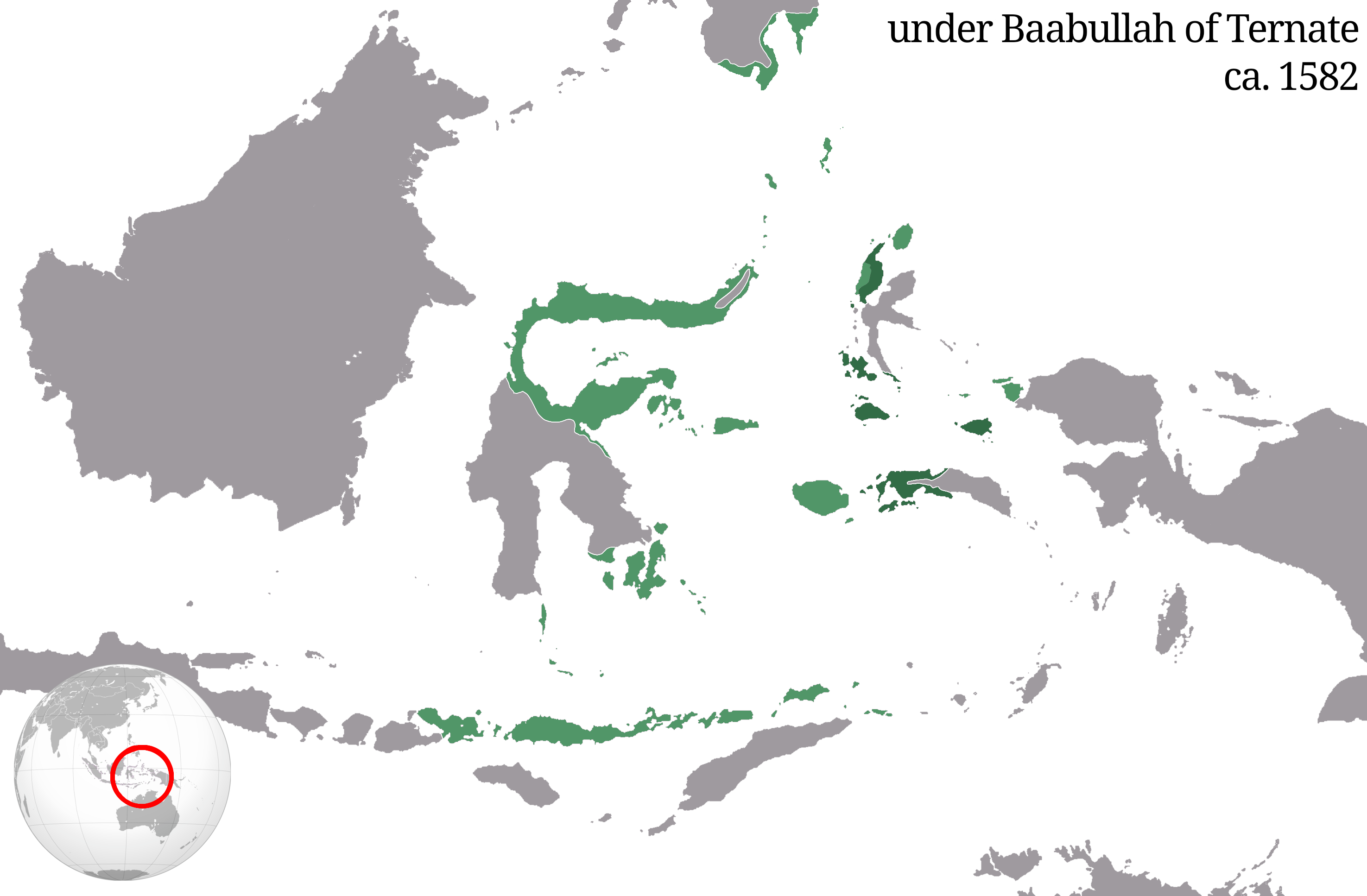
Sultanat de Ternate sous le règne du sultan Babul'Allah en 1580.

Le sultan Baabullah est surnommé par ses contemporains « le souverain des soixante-douze îles habitées », ce qui fait du sultanat de Ternate le plus grand royaume islamique de l'est de l'Indonésie, qui, avec les sultanats d'Aceh et de Demak, contrôle la plus grande partie des régions occidentales et centrales de l'archipel à l'époque.
L'historien britannique et théologien anglican Thomas W. Arnold rapporte dans ses livres The Preaching of Islam et New Guinea que l'islam était présent et très largement implanté en Papouasie lors de l'arrivée des missionnaires chrétiens. Ces derniers étaient par ailleurs escortés et guidés par des guides locaux musulmans. Selon les procédures de l'époque, chaque étranger qui voulait se rendre en Papouasie devait demander l’autorisation du sultan Salawati, sultanat vassal de Ternate. Ainsi, les deux missionnaires allemands, Ottow et Geissler, se rendirent sur l'île à bord d'un navire blanc, accompagnés de guides musulmans.
Durant le XVIIe siècle, certaines régions de la Papouasie (Waigeo, Misool, Waigama et Salawati notamment) avaient embrassé l'islam. Thomas W. Arnold rapporte : « Certaines tribus papoues de l'île de Gebi, entre Waigyu et Halmahera, sont musulmanes. [...] dans le centre de l'île même, seules quelques personnes ont adopté l'Islam. Cette religion a été introduite pour la première fois sur la côte ouest par des commerçants musulmans qui essayaient de prêcher parmi la population, et ce depuis 1606. Mais il semble que les progrès ont été très lents ». Néanmoins, contrairement aux missionnaires néerlandais, les missionnaires musulmans ne tenaient que rarement des registres de leurs activités, ainsi la date exacte de l'arrivée de l'islam sur l'île reste controversée. Il semble probable que la propagation de l'islam fût relativement réduite aux côtes et routes commerciales majeures de l'île de Papouasie, tout en étant majoritaire dans les villes portuaires et les îles alentour, ainsi que dans les provinces actuelles de Papouasie occidentale.
À en juger par les recherches anthropologiques conduites par Harsja W. Bachtiar en 1963, il est rapporté ce qui suit : « plusieurs régions de l'Irian occidental [=Papouasie] sont devenues le domaine du sultan Tidore et du sultan Banda. Dommage, car il n’y a pas de traces sous forme de déclarations écrites, nous ne savons pas quand et où se trouvent également des Indonésiens venus d’îles indonésiennes en dehors de la région de l’Irian occidental. En général, ils ont embrassé l'islam. [...] Depuis que des missionnaires religieux des Pays-Bas ont déployé des efforts pour diffuser le christianisme en Irian occidental, le nombre d'Indonésiens non autochtones a augmenté en Irian occidental en raison de l'utilisation de travailleurs originaires de diverses îles du Pacifique amenés dans le but d'aider les missionnaires religieux, en particulier en tant que professeurs et infirmières. De nombreux chrétiens pratiquants sont émigrés des îles Maluku telles que Kei, Ianimbai, Banda et Sangir [eux-mêmes enfants des esclaves amenés par les Hollandais pour repeupler les diverses îles de l'archipel Banda après les massacres de Benda] »,.

### Prédominance du Sultanat de Tidore sur les Moluques et la Papouasie

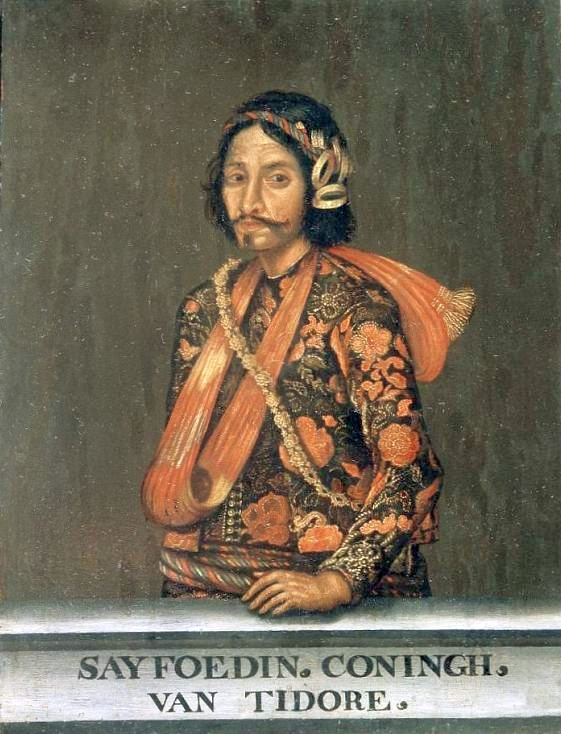
Sultan Saifudin de Tidore (ayant régné de 1657 à 1689).

Depuis le XVe siècle, un certain nombre de personnalités locales nommées par le sultan de Ternate (ou de Tidore, selon les époques), sont devenues gouverneurs à Biak. Ils reçoivent alors une variété de titres, qui sont des titres régionaux. Un certain nombre de ces noms de poste peuvent maintenant être retrouvés dans les noms de clan et de famille. Outre le sultanat de Ternate, les Moluques plus généralement ont aussi longtemps eu des relations anciennes avec l’ouest de la Nouvelle-Guinée, sous forme d'échanges aussi bien cérémoniels que matériels. Ainsi, l'île indonésienne de Banda notamment commerçait avec certaines parties de la Nouvelle-Guinée. Le sultanat de Bacan, vassal de celui de Tidore, revendiquait la suzeraineté sur les îles Raja Ampat près de la côte occidentale de la Nouvelle-Guinée. Des marchands des sultanats de Kei et Aru, situés au sud des Moluques, avaient des relations avec la Nouvelle-Guinée. La partie sud-ouest de la Papouasie occidentale faisait partie des terres du sultanat de Céram (qui était, selon les époques, vassal de Tidore ou indépendantes), avec lesquelles elle avait des relations commerciales bien établies à partir du XIVe siècle. Dans ce cadre, une lingua franca spéciale était utilisée pour le commerce et pour faciliter les communications avec certaines tribus papoues éloignées des côtes: l'onin (en), qui était « un mélange de malais et des langues locales parlées le long des côtes de la péninsule de Bomberai »,,.
Le sultanat de Tidore était, depuis la fin du XVIIe siècle, un des royaumes les plus indépendants de l'archipel de Maluku. Durant le règne du sultan Saifuddin, Tidore est parvenu à rejeter le contrôle et l'influence des compagnies des Indes orientales néerlandaises, permettant ainsi au sultanat de rester totalement indépendant jusqu'à la fin du XVIIIe siècle. En 1660, un accord est trouvé entre le sultanat de Tidore et le sultanat Ternate pour le partage de l'île de Papouasie. Cet accord, conclu sous la supervision du gouvernement des Indes orientales néerlandaises, aboutit à la reconnaissance de la possession de l'île de Papouasie dans son entièreté par le sultanat de Tidore.

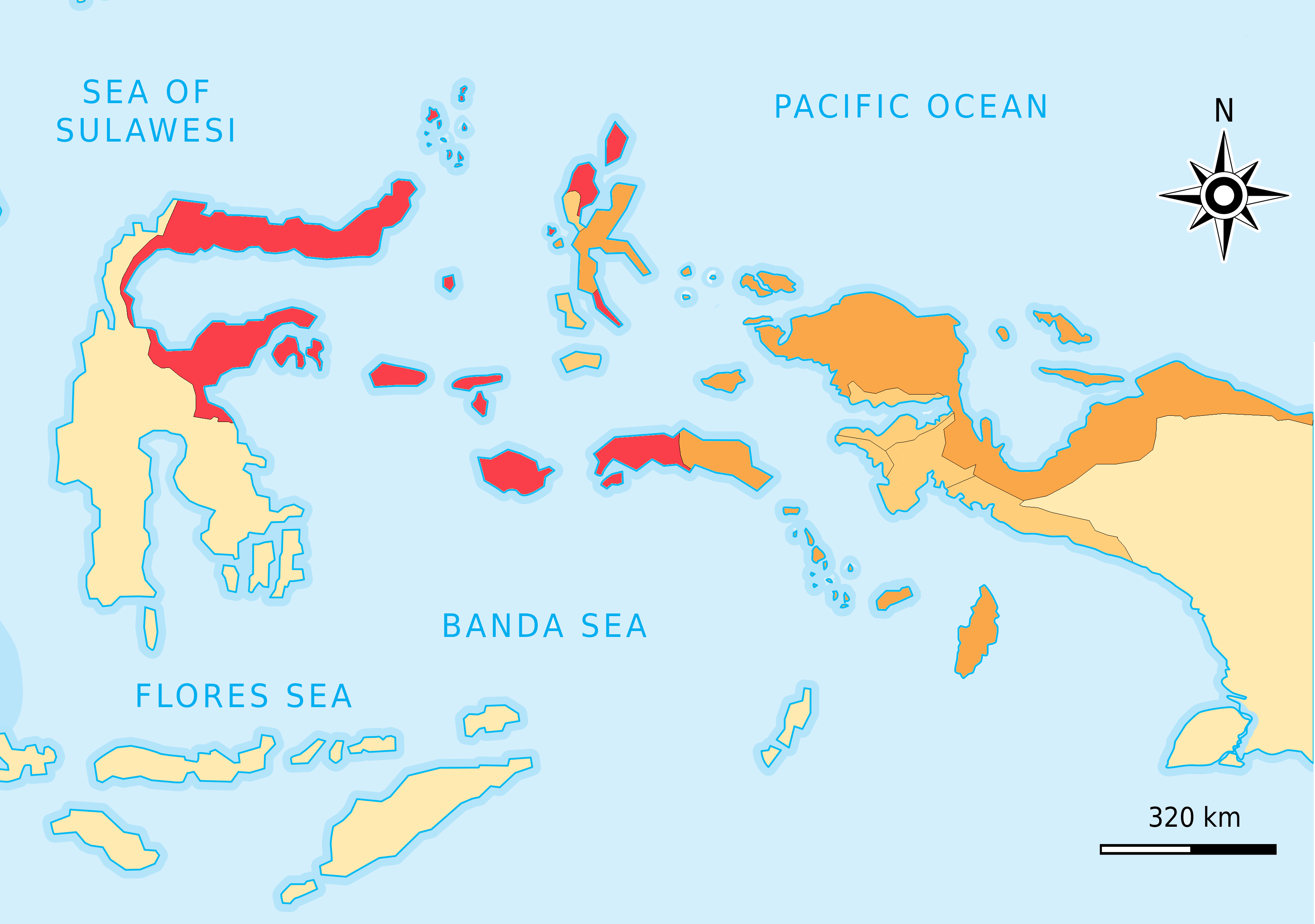
Sultanat de Tidore et Ternate en 1800 : - En orange : Le sultanat de Tidore.
- En orange clair : Les États vassaux du sultanat de Tidore
- En rouge : Le sultanat de Ternate (sous le contrôle de la Compagnie des Indes néerlandaises).

Le sultanat de Tidore atteint son apogée sous le règne du sultan Nuku (1780-1805), couvrant entre autres l’île de Seram, des parties de Halmahera, Raja Ampat et certaines parties de la Papouasie. En novembre 1780, le sultan Nuku de Tidore est proclamé sultan de Papouasie et de Céram (la plus grande île de l'archipel des Moluques) par ces partisans, parmi diverses tribus céramaises et papouses,. Dans ses correspondances, le sultan Nuku signe ses lettres avec la mention Sultan Muhammad Saifudin Sah, Roi de Papouasie, signature qu'on retrouve notamment dans la lettre qu’il a envoyée au gouverneur néerlandais d’Ambon, Van Pleuren,. Certains historiens, comme Van Velzen, affirment que le malai était une langue régionale de communication en Papouasie et non uniquement réservée aux sujets de Tidore : ces historiens se basent souvent sur un récit (le rapport de H. Zwaardecroon et C. Chasteleijn concernant le voyage en Nouvelle-Guinée entrepris par Jacob Weyland en 1705) relatant l'une des premières visites européennes dans le Golfe de Cenderawasih, dans l'actuelle province de Papouasie, en 1705, et comment l'équipage a pu communiquer avec certains habitants papous en malai.
Charles D. Rowley affirme que les explorateurs malais se sont rendus jusqu'à l'est de la région du fleuve Sepik dans l’actuelle Papouasie-Nouvelle-Guinée lors des expéditions à la recherche des oiseaux de paradis,. Par la suite, les Britanniques, en 1793, établissent le premier poste européen à Dorey, l'actuel Manokwari, alors dans le territoire du sultanat de Tidore. Néanmoins, les Britanniques ne le maintiennent que pendant deux ans. Les Néerlandais ne manifestent encore aucun intérêt direct pour cette région à cette époque,.
À la fin des années 1940, les Pays-Bas reconnaissent la suzeraineté de Tidore sur une grande partie de l'île de Papouasie. La ville de Numbay (actuelle Jayapura) entretient des relations politiques et commerciales avec le sultanat de Ternate dès le XIXe siècle.

### Indonésie indépendante
Les États-Unis, craignant que l'Indonésie ne choisisse de se rapprocher de l'Union soviétique, contraignent, en 1962, les Pays-Bas à abandonner leur souveraineté sur la Papouasie pour la transférer à l’Indonésie. Après le coup d’État du général Suharto en 1965, une violente répression s'abat en Papouasie, faisant 30 000 morts. Les intérêts économiques américains sont privilégiés. En avril 1967, le régime accorde à Freeport Sulphur (aujourd'hui Freeport-McMoRan) le droit de prospecter les immenses gisements cuprifères et aurifères des mines d'Ertsberg et de Grasberg — la plus grande mine d'or et l'une des principales mines de cuivre au monde.
Avant 2000, la partie occidentale de la Nouvelle-Guinée constitue une province unique de l'Indonésie sous le nom d'Irian Jaya, puis de Papua à partir de 2000.
En février 2003, le gouvernement indonésien crée la province de Papouasie occidentale en séparant la partie extrême-occidentale de la Nouvelle-Guinée (la péninsule de Doberai, dite Vogelkop, « tête d'oiseau » en néerlandais, et ses îles environnantes), du reste de la province qui conserve le nom de Papouasie. Cette séparation est particulièrement contestée par l'Organisation pour une Papouasie libre qui revendique depuis les années 1950 l'indépendance de la Nouvelle-Guinée occidentale.
À partir d'août 2019, la province est secouée par un important mouvement de protestation à la suite de l'attaque d'une résidence étudiante par des nationalistes indonésiens. Les autorités font déployer 6 000 soldats supplémentaires dans une province qui comptabilise déjà près d'un policier pour cent personnes.
Le 11 novembre 2022, la province de Papouasie passe de 309 934 km2 à 81 049 km2 avec la création des trois nouvelles provinces de Papouasie centrale, Papouasie des hautes terres et Papouasie méridionale.
Le 17 novembre 2022, la Papouasie occidentale a été divisée en Papouasie occidentale et Papouasie du Sud-Ouest.

## Divisions administratives

Carte montrant les kabupaten des provinces indonésiennes de Papouasie et de Papouasie occidentale en 2001.

Jusqu'en 2022, la province de Papouasie comprenait 28 kabupaten :
- Asmat (Agats)
- Biak Numfor (Biak)
- Boven Digoel (Tanah Merah)
- Deiyai (Tigi)
- Dogiyai (Kigamani)
- Îles Yapen (Serui)
- Intan Jaya (Sugapa)
- Jayapura (Sentani)
- Jayawijaya (Wamena)
- Keerom (Waris)
- Lanny Jaya (Tiom)
- Mamberamo Raya (Burmeso)
- Mamberamo central (Kobakma)
- Mappi (Kepi)
- Merauke (Merauke)
- Mimika (Timika)
- Nabire (Nabire)
- Nduga (Kenyam)
- Paniai (Enarotali)
- Monts Bintang (Oksibil)
- Puncak (Ilaga)
- Puncak Jaya (Kotamulia)
- Sarmi (Sarmi)
- Supiori (Sorendiweri)
- Tolikara (Karubaga)
- Waropen (Botawa)
- Yahukimo (Sumohai)
- Yalimo (Elelim)

et une kota :
- Jayapura, la capitale.

La formation de nouveaux kabupaten a été décrétée par le gouvernement indonésien lors des dernières années, plusieurs d'entre eux se situant dans la région des hautes-terres centrales.

## Démographie

### Croissance démographique et répartition
La Papouasie connaît une croissance démographique rapide, avec une population atteignant 4,3 millions d’habitants en 2020 selon le recensement national. Ce taux de croissance annuel est estimé à 4,13 %, bien supérieur à la moyenne nationale de 1,25 %. La densité reste faible en raison de l’étendue de la région, avec des populations concentrées principalement le long des zones côtières et dans les hautes terres autour de Wamena, dans la vallée de Baliem.

### Origines ethniques et migration
La province de Papouasie se distingue par sa diversité ethnique. Les peuples autochtones, tels que les Dani, Asmat et Amungme, représentaient historiquement la majorité. Cependant, des programmes de transmigration organisés par le gouvernement indonésien ont conduit à une augmentation significative des migrants non autochtones. Aujourd’hui, les Papous autochtones constituent environ 50 % de la population, tandis que l’autre moitié est principalement composée de migrants de Java, Sulawesi et d’autres régions indonésiennes.

### Structure par âge et dynamique générationnelle
La population de la Papouasie est majoritairement jeune, avec 32,09 % de millennials (nées entre 1981 et 1996) et 30,38 % de la génération Z (nées après 1997). Ces groupes représentent une opportunité pour le développement futur de la région, bien que des défis subsistent, notamment en matière d’éducation et d’emploi pour ces nouvelles générations.

### Religions et pratiques culturelles
En termes de croyances religieuses, 83 % des habitants s'identifient comme chrétiens (65 % protestants et 18 % catholiques), tandis qu'environ 16 % sont musulmans. Les pratiques animistes et les rituels traditionnels sont encore très présents, notamment parmi les communautés autochtones.

### Indicateurs sociaux
La province fait face à des défis tels que le faible indice de développement humain (IDH) par rapport à d'autres régions d'Indonésie, avec des taux élevés de pauvreté et un accès limité aux services de santé et d'éducation dans les zones rurales et isolées. Les autorités locales cherchent à renforcer l'accès aux infrastructures sociales et économiques pour réduire ces inégalités.

## Géographie

### Relief et topographie
Les derniers glaciers de Papouasie devraient disparaitre entre 2023 et 2026 selon l'Agence indonésienne de météorologie. En raison du réchauffement climatique, la superficie de la couche de glace recouvrant le Puncak Jaya s'est rétrécie de 1,45 km2 entre 2002 et 2015. En 2018, les glaciers ne recouvraient plus qu'une surface de 0,46 km2.
La Papouasie, située sur la moitié ouest de l'île de Nouvelle-Guinée, est caractérisée par une géographie spectaculaire. Elle couvre une superficie d'environ 319 036 km², ce qui en fait la plus grande province indonésienne avant sa scission en plusieurs entités en 2022. La région est dominée par des chaînes de montagnes escarpées, notamment les monts Maoke, où culmine le Puncak Jaya à 4 884 mètres, le point le plus élevé d'Indonésie. Cette zone montagneuse, souvent recouverte de glaciers, est entourée de vastes plaines côtières et de forêts tropicales humides, abritant une biodiversité exceptionnelle. Les basses terres côtières sont largement marécageuses, notamment autour des deltas des grands fleuves comme le Mamberamo et le Digul, qui jouent un rôle essentiel dans le transport et l'irrigation locaux.

### Climat et biodiversité

#### Climat et températures
Les zones côtières de la Papouasie bénéficient de températures chaudes tout au long de l'année, avec des moyennes oscillant entre 25 et 30 °C. Les précipitations y sont abondantes, souvent supérieures à 3 000 mm par an, contribuant à une humidité relative élevée. Les régions intérieures et les hauts plateaux, tels que la vallée de Baliem, présentent des températures plus fraîches, particulièrement la nuit, où elles peuvent descendre jusqu'à 10 °C. La saison des pluies s'étend généralement de novembre à mai, avec des précipitations quasi quotidiennes, tandis que la période de juin à octobre est légèrement plus sèche, bien que des averses puissent survenir à tout moment.

#### Biodiversité et écosystèmes
Ce climat tropical humide favorise une végétation dense et luxuriante, faisant de la Papouasie un véritable hotspot mondial de biodiversité. Les forêts tropicales couvrent environ 70 % de la province, abritant une multitude d'espèces endémiques. Parmi elles, l'oiseau de paradis, célèbre pour son plumage éclatant et ses parades nuptiales élaborées, et le kangourou arboricole, une espèce rare de marsupial adaptée à la vie dans les arbres. La richesse de la faune comprend également plus de 1 770 espèces d'oiseaux, dont 459 sont endémiques, ainsi qu'une diversité impressionnante d'insectes, de poissons et de mammifères.

#### Enjeux environnementaux
Malgré cette richesse naturelle, la Papouasie fait face à des défis environnementaux majeurs. L'exploitation des ressources naturelles, notamment le bois, le pétrole et les minerais, entraîne une déforestation significative, menaçant les écosystèmes locaux et la biodiversité. Des projets de déforestation à grande échelle, équivalant à des superficies considérables, sont en cours pour des plantations agricoles, exacerbant la perte d'habitats naturels.

#### Importance des forêts pour les populations Locales
Les forêts de Papouasie ne sont pas seulement des réservoirs de biodiversité, elles jouent également un rôle crucial pour les populations autochtones. Elles fournissent des ressources essentielles telles que la nourriture, les médicaments traditionnels et les matériaux de construction. De plus, elles sont au cœur de l'identité culturelle et des pratiques spirituelles des communautés locales. La préservation de ces forêts est donc fondamentale, non seulement pour l'environnement mondial, mais aussi pour le maintien des modes de vie traditionnels et du bien-être des habitants de la région.

### Ressources naturelles

#### Mines et minéraux
La province est particulièrement riche en minéraux précieux tels que l'or et le cuivre. Le site minier de Grasberg, situé dans les montagnes Sudirman, est l'une des plus grandes mines d'or et de cuivre au monde. Opérée par PT Freeport Indonesia, une filiale de Freeport-McMoRan, cette mine est un acteur majeur sur le marché mondial des métaux précieux.
Cependant, l'exploitation de ces ressources a suscité des préoccupations environnementales et sociales. Les activités minières à grande échelle ont entraîné des dégradations environnementales, notamment la déforestation et la pollution des cours d'eau. De plus, les communautés locales ont exprimé des inquiétudes quant aux impacts sur leurs moyens de subsistance et leur culture.

#### Hydrocarbures
Les zones côtières de la Papouasie recèlent des réserves significatives de pétrole et de gaz naturel. Ces ressources énergétiques sont exploitées par des compagnies pétrolières, contribuant ainsi à l'approvisionnement énergétique de l'Indonésie et à ses exportations. Toutefois, l'exploitation de ces hydrocarbures pose également des défis en matière de durabilité environnementale et de gestion équitable des bénéfices pour les populations locales.

#### Agriculture et forêts
Outre les ressources minières et énergétiques, la Papouasie possède des terres fertiles propices à l'agriculture. Les principales cultures comprennent l'huile de palme, la noix de coco, le sago (racine) et la noix de muscade. Cependant, l'expansion de l'agriculture, notamment des plantations de palmiers à huile, a conduit à une déforestation significative, menaçant la biodiversité et les écosystèmes locaux.

#### Défis et perspectives
Malgré cette abondance de ressources, la Papouasie reste l'une des régions les moins développées de l'Indonésie, avec des indicateurs socio-économiques inférieurs à la moyenne nationale. Les revenus générés par l'exploitation des ressources naturelles ne bénéficient pas toujours équitablement aux populations locales, alimentant des tensions sociales et des revendications pour une meilleure répartition des richesses.
La gestion durable des ressources naturelles de la Papouasie est essentielle pour assurer un développement équilibré qui profite à la fois à l'économie nationale et aux communautés locales, tout en préservant l'environnement unique de la région.

### Défis géographiques et environnementaux
Malgré ses richesses, la province fait face à des défis environnementaux importants. La déforestation due à l'exploitation minière et agricole met en péril de nombreuses espèces endémiques. De plus, les pratiques de culture sur brûlis dans les hauts plateaux, bien que traditionnelles, contribuent à la dégradation des sols. Parallèlement, l'isolement géographique de certaines zones rend le développement des infrastructures et l'accès aux services publics difficiles, un défi majeur pour l'intégration socio-économique de la région.

## Tourisme
La vallée de Baliem est très réputée pour les treks menés dans les montagnes. Pour y aller, il faut prendre un avion pour Wamena, ou bien marcher plusieurs jours. À peine 50 000 touristes y sont allés en 2013 (source : OMT). Un permis est nécessaire, mais il s'obtient très facilement sur simple demande et gratuitement au commissariat de Jayapura par exemple (à la date de janvier 2019).

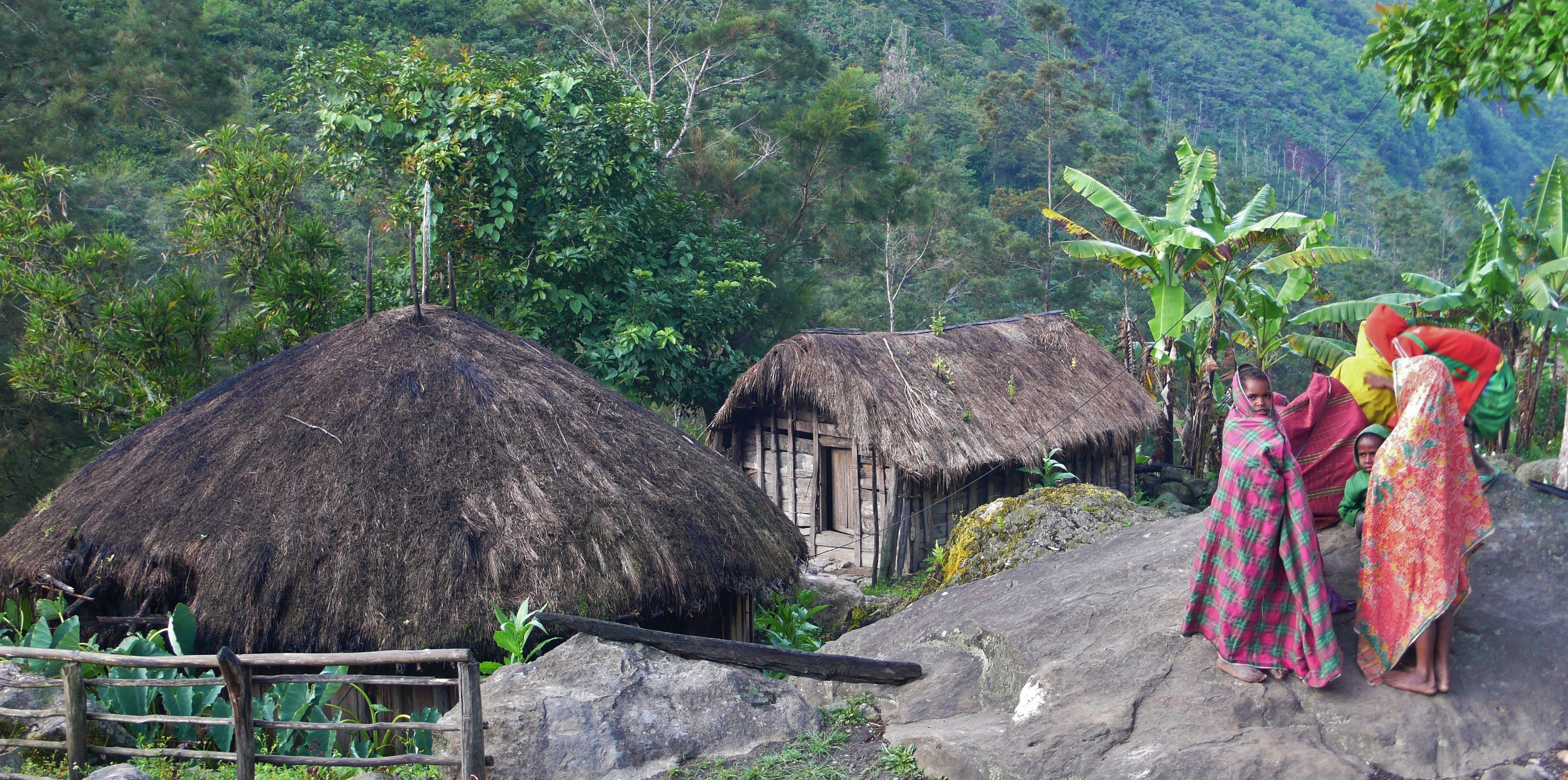
La vallée de Baliem
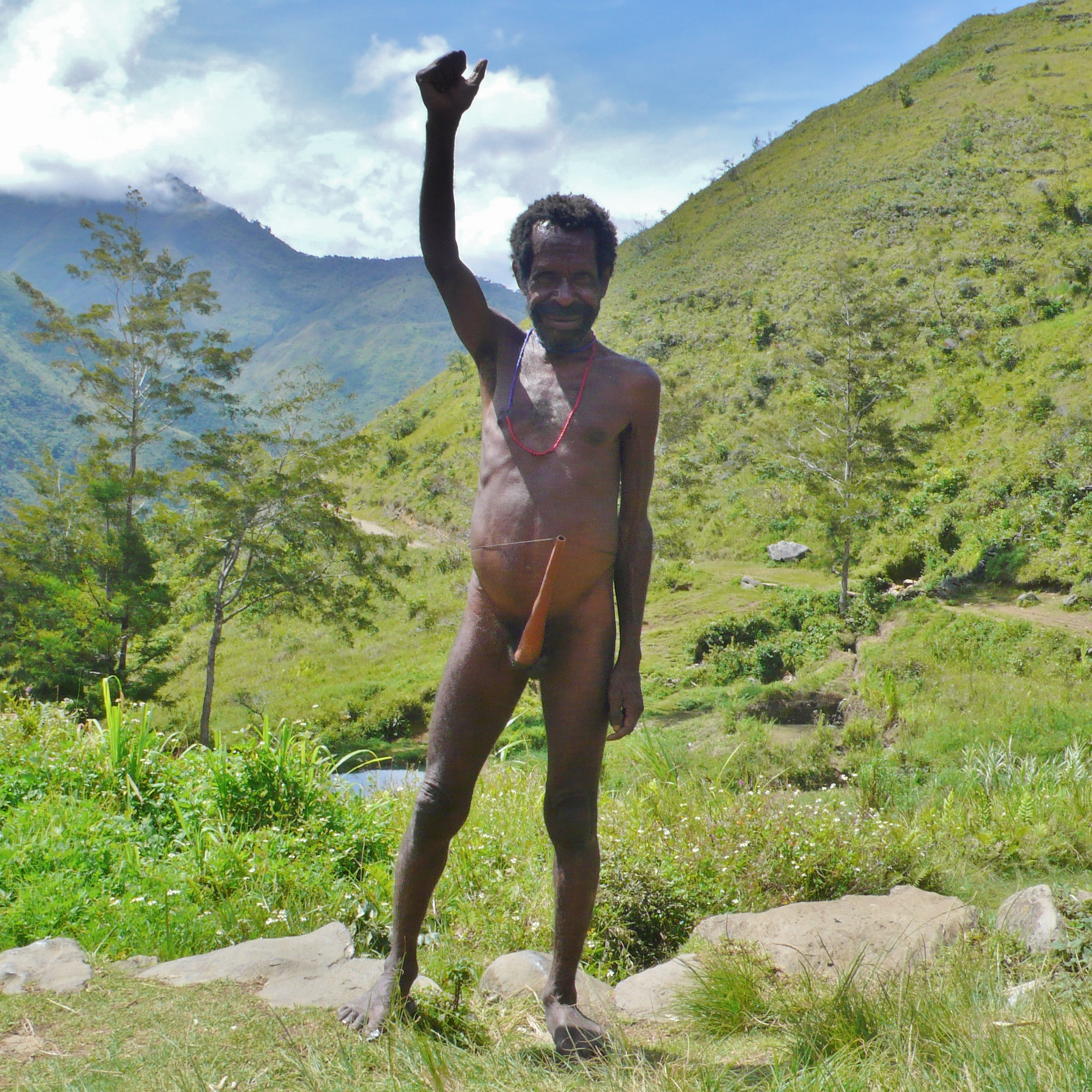
La vallée de Baliem
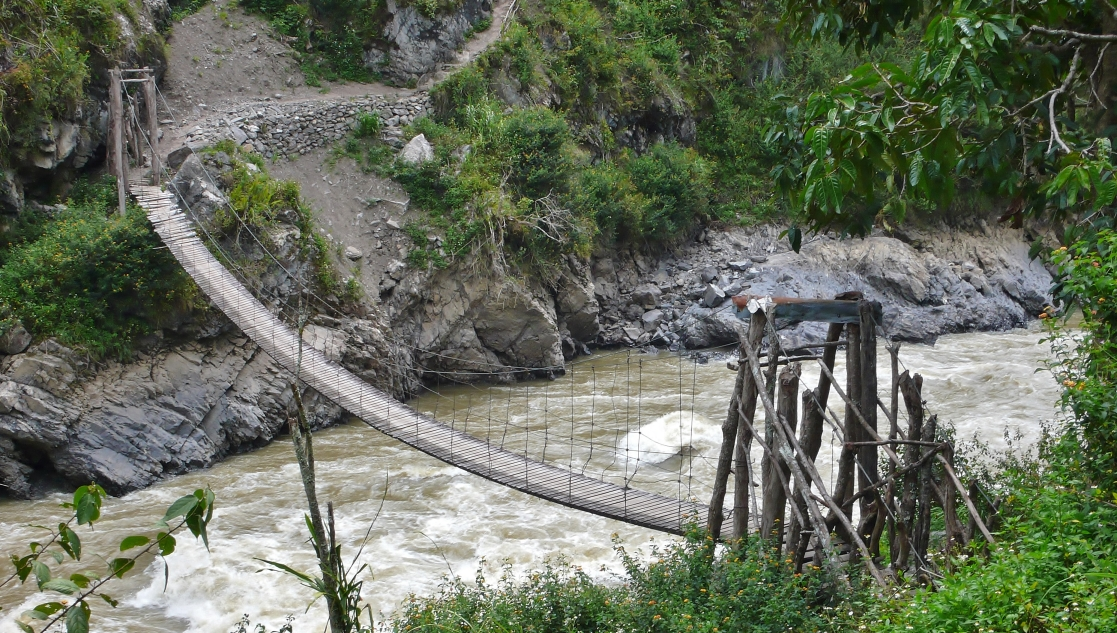
Un pont de la vallée de Baliem

### Raja Ampat: un paradis marin
Raja Ampat, un archipel de la Papouasie occidentale, est mondialement reconnu pour sa biodiversité marine exceptionnelle. Avec 75 % des espèces de coraux du monde et plus de 1 000 espèces de poissons, Raja Ampat est un incontournable pour la plongée sous-marine. Les visiteurs peuvent explorer des épaves de navires, nager avec des raies manta et découvrir des récifs coralliens spectaculaires. Misool, une des îles principales, offre un éco-resort intégré à un centre de conservation environnemental, soulignant l'importance du tourisme durable dans la région.

### Les lacs Sentani et Paniai
Le lac Sentani, près de Jayapura, est un site de détente prisé avec 22 îles et une superficie de 9 360 hectares. Ce lac abrite des espèces de poissons endémiques comme le poisson-scie et le poisson-arc-en-ciel rouge. À Paniai, un autre lac d'une beauté remarquable, les touristes peuvent profiter d'activités telles que la pêche et des promenades en bateau. Ce lac, qui s'étend sur 14 500 hectares, est considéré comme l'un des plus beaux au monde selon une conférence internationale en Inde en 2007.

### allée de Baliem: traditions ancestrales
Située dans les montagnes Jayawijaya, la vallée de Baliem offre une plongée dans les modes de vie traditionnels des tribus Dani, Yali et Lani. Ce lieu isolé est accessible principalement en avion depuis Jayapura. Les visiteurs peuvent y admirer des paysages spectaculaires tout en découvrant des coutumes tribales uniques, telles que les danses et les techniques agricoles ancestrales.

### Cendrawasih Bay: rencontre avec les requins-baleines[43]
La baie de Cendrawasih, située au nord de la province, est un sanctuaire marin célèbre pour ses rencontres avec des requins-baleines. Elle abrite également de nombreuses espèces de coraux et de poissons tropicaux. Ce site est idéal pour les amateurs de plongée et de photographie sous-marine.

### Sites historiques et culturels
La Papouasie regorge de sites historiques tels que l’île Mansinam, où le christianisme a été introduit en 1855. Les fresques préhistoriques du site de Tapurarang, à Fakfak, représentent des mains et des animaux en rouge, couleur associée au sang selon les traditions locales. Ces peintures millénaires attirent les amateurs d’histoire et de culture.

### Écotourisme et paysages naturels
La Papouasie, province indonésienne située à l'extrémité orientale de l'archipel, est un véritable trésor de biodiversité et de paysages naturels préservés. Son engagement en faveur de l'écotourisme permet aux visiteurs de découvrir des écosystèmes uniques tout en soutenant la conservation de l'environnement et le bien-être des communautés locales.

#### Parc naturel de Gunung Meja
Le parc naturel de Gunung Meja est un site prisé pour la randonnée, offrant des formations géologiques uniques et une biodiversité remarquable. Les sentiers bien entretenus permettent aux visiteurs de découvrir la flore et la faune locales, tout en profitant de vues panoramiques sur la région environnante. Des initiatives de conservation impliquent les communautés locales dans la protection de cet écosystème fragile, faisant du parc un modèle d'écotourisme durable.

#### Plages et chutes d'Eau
La Papouasie offre également des plages idylliques, telles que Bosnik Beach, réputée pour ses eaux turquoise et son sable blanc, idéales pour la détente et le snorkeling. Les chutes d'eau, comme celles de Wafsarak, offrent des lieux de baignade rafraîchissants au cœur de la jungle, permettant aux visiteurs de se reconnecter avec la nature dans un cadre serein.

#### Engagement envers l'écotourisme
L'écotourisme en Papouasie vise à minimiser l'impact environnemental tout en maximisant les bénéfices pour les communautés locales. Des initiatives telles que l'implication des populations autochtones dans la gestion des sites touristiques, l'utilisation de matériaux durables dans les infrastructures et la promotion de pratiques respectueuses de l'environnement sont au cœur de cette démarche. Les visiteurs sont encouragés à adopter des comportements responsables, garantissant ainsi la préservation de ces paysages naturels pour les générations futures.
En explorant la Papouasie à travers le prisme de l'écotourisme, les voyageurs contribuent à la conservation de ses écosystèmes uniques et au soutien des cultures locales, tout en vivant des expériences authentiques et inoubliables.